# Mathias Seger
Mathias Seger, född 17 december 1977 i Flawil, Schweiz är en schweizisk professionell ishockeyspelare som spelar för schweiziska ZSC Lions i Nationalliga A.
Seger har även spelat ett flertal matcher för det schweiziska hockeylandslaget.

## Klubbar
- Rapperswil-Jona Lakers, 1996–1999
- ZSC Lions, 1999–

## Meriter
- VM-silver 2013